# Manolete
Pour le film, voir Manolete (film, 2010).
Manuel Laureano Rodríguez Sánchez dit « Manolete », né le 4 juillet 1917 à Cordoue (Espagne), mort le 29 août 1947 à Linares (Espagne, province de Jaén), est un célèbre matador espagnol.

## Biographie
Il est issu d'une longue lignée de toreros : son grand-père et son père étaient eux-mêmes des matadors sous l’apodo (« pseudonyme ») « Manolete » ; en outre, sa mère Angustias Sanchez était mariée en premières noces à Lagartijo Chico, neveu de Lagartijo.
Il fait ses débuts en public à Barcelone le 22 juillet 1933 dans la partie sérieuse d’un spectacle de toreo comique. Il débute en novillada avec picadors à Cordoue le 12 août 1933 aux côtés de Bienvenido Sánchez « Niño de Palma del Río » et Antoñito Flores. Novillos de la ganadería de Flores Albarrán. Présentation à Madrid : 25 mai 1935 aux côtés des mexicains Liborio Ruiz, Silverio Perez et de l'espagnol Bonifacio Fresnillo « Valerito chico ». Novillos de Estebán Hernández 
Alternative à Séville le 2 juillet 1939. Son parrain est « Chicuelo » son témoin, « Gitanillo de Triana ». Taureaux de la ganadería de Clemente Tassara. Le taureau de la cérémonie s’appelait Comunista (« Communiste »), mais compte tenu des circonstances (la guerre civile s’achevait à peine), il fut rebaptisé Mirador (« Examinateur »). Confirmation d’alternative à Madrid : 12 octobre 1939. Parrain, Marcial Lalanda ; témoin Juan Belmonte Campoy qui confirmait également son alternative. Taureaux de la ganadería de Antonio Pérez. Il est premier de l’escalafón en 1943 et 1944.
Le 28 août 1947, « Manolete » est grièvement blessé dans les arènes de Linares par le taureau « Islero » de la ganadería de  Don Eduardo Miura. Lors de l’estocade, l'une des cornes pénètre dans l'artère fémorale et provoque une hémorragie qui lui sera fatale. « Manolete » décède le lendemain à cinq heures du matin. Il repose au cimetière Nuestra Señora de la Salud de Cordoue.

## Style
Il révolutionna la tauromachie et est considéré comme le fondateur de la corrida moderne. « Manolete » fut le premier torero à privilégier dans la corrida la faena de muleta et à proposer des faenas sobres, liées, allongées, mais introduisant la recherche de l’esthétique. On lui attribue souvent l'invention d'une passe, la manoletina qu'il a contribué à populariser au point que son nom y est désormais attaché,.
Sa corrida, qui consiste en une recherche de la position idéale, le sitio, ce lieu géométrique qui déclenche la charge et où l'homme se doit de l'attendre, puis de l'esquiver, et aussi du temple, dans lequel le rythme de l'homme s'accorde au rythme de la charge, introduit une évolution irréversible de la corrida.

## Postérité

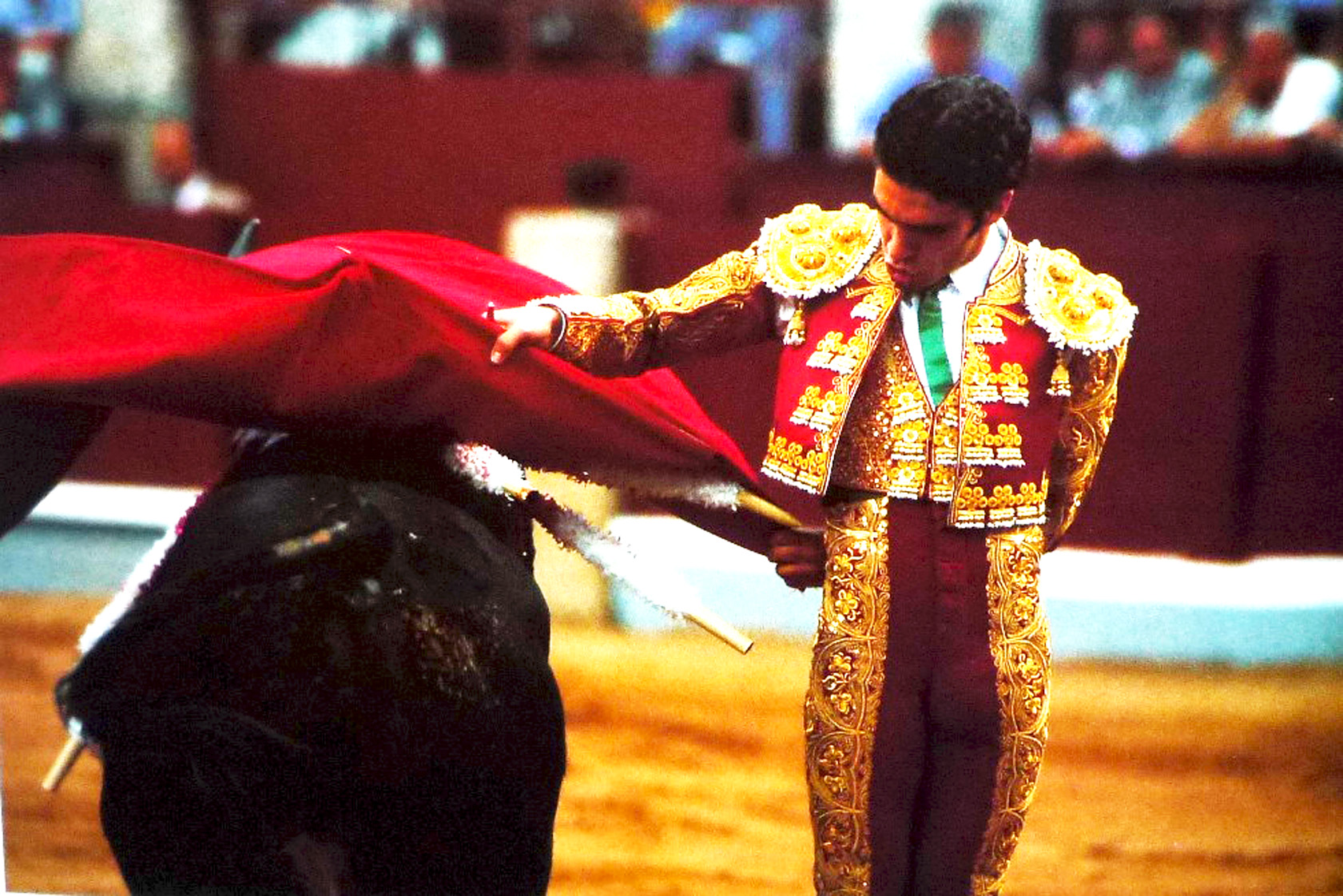
José Tomás exécutant une manoletina à Madrid en 2002

Il a été nommé par la vox populi « Quatrième Calife de la Tauromachie » après « Lagartijo », « Guerrita » et « Machaquito ».  
« Manolete » a influencé une longue lignée de toreros qui, à ce jour, culmine probablement dans la figure de José Tomás. Même ceux, dont le plus emblématique est sans doute « El Cordobés », qui ont rompu avec ce modèle, ne peuvent être compris que par la rupture qu'ils introduisent avec « Manolete ». Selon François Zumbiehl : « La vérité, à mon sens, est que, par sa personnalité artistique et humaine, Manolete est peut-être la figura la plus marquante du XXe siècle — ce qui ne veut pas dire obligatoirement le plus grand torero — et qu'il a ouvert la voie à d'autres personnalités majeures : El Cordobès, Paco Ojeda, José Tomás. Tous ceux en un mot qui ont privilégié le sitio, l'enchaînement, l'aguante ».
Sa faena, qui consiste en une recherche de la position idéale, le sitio, ce lieu géométrique qui déclenche la charge et où l'homme se doit de l'attendre puis de l'esquiver, et aussi du temple, dans lequel le rythme de l'homme s'accorde au rythme de la charge, a introduit une évolution irréversible de la corrida.
Certains déplorent cette évolution qui entraînerait monotonie, évolution vers des taureaux plus dociles, tremendisme et parfois aussi du cabotinage. « Les aficionados éclairés n'ont jamais cessé de lui reprocher son toreo de profil […] à la frontière même du classicisme et du romantisme tremendiste ».
Dans une critique du livre d'Anne Plantagenet Le Calife foudroyé, parue dans L'Express, l'écrivain Michel del Castillo affirme  que « Manolete fut la figure symbolique, adulée et détestée, de cette Espagne de l'après-guerre, habitée par un peuple exsangue ».

## Référence culturelle

### Musique
- La Muerte de Manolete est un paso doble espagnol dont les paroles sont de Jacinto Guerrero, la musique de Torcuato Luca de Tena Brunet (es), et chanté notamment par Antoñita Moreno en 1947[8].
- Manolete est un instrumental jazz fusion du groupe Weather Report, extrait de l'album Sweetnighter paru en 1973.
- Manolete est une chanson contre la corrida de Henri Tachan de 1979.
- Manolo Manolete est une chanson interprétée par Vanessa Paradis sur le matador sortie en 1987.

### Documentaire
- Emilio Maillé Jacques Durand, Manolete, Le Plus Célèbre Des Toreros  production : La Femme Endormie 1997, coproduit par Canal+.

### Film
- Manolete, film de Menno Meyjes sorti en France le 31 mars 2010. Il raconte, en montage parallèle, la dernière journée du matador et les dix-huit mois de sa liaison passionnée avec la sulfureuse comédienne Lupe Sino.